# یوگشوار دات
یوشگوار دات (به هندی: योगेश्वर दत्त) (زادهٔ ۲ نوامبر ۱۹۸۲) کشتی‌گیر سابق هندی در دسته‌های ۶۰ و ۶۵ کیلوگرم کشتی آزاد است. او برندهٔ مدال برنز المپیک ۲۰۱۲ لندن و نیز برندهٔ مدال‌های طلا و برنز دو دورهٔ بازی‌های آسیایی در ۲۰۰۶ و ۲۰۱۴ است. او همچنین قهرمان دو دورهٔ مسابقات قهرمانی کشتی آسیا در سال‌های ۲۰۰۸ و ۲۰۱۲ است.